# Championnat du Portugal de football de deuxième division 2024-2025
Navigation
Saison 2023-2024 Saison 2025-2026
La saison 2024–2025 du Championnat du Portugal de football de deuxième division, ou Liga Portugal 2 Meu Super, plus communément désigné sous le nom Segunda Liga, est la 35e édition du championnat de deuxième division professionnelle portugaise.

## Organisation de la compétition
Dix-huit équipes s'affrontent selon le principe des matchs aller/retour au fil de trente-quatre journées. À l'issue de la saison, le champion et son dauphin sont directement promus en Liga Betclic. Le 3e affrontera le 16e de Liga Betclic lors d'un play-off en match aller/retour pour tenter d'accéder à l'élite du football portugais. Dans le bas du classement, le 16e disputera lui un play-off en match aller/retour contre le vainqueur du play-off de Liga 3 pour son ultime chance de se maintenir en Segunda Liga. Enfin, les équipes terminant à la 17e et 18e place sont directement reléguées en Liga 3 (D3). À noter que les équipes réserves (ou "B") ne sont pas éligibles à la promotion en division supérieure.

### Critères de départage
Chaque équipe reçoit trois points pour une victoire, un pour un match nul et aucun en cas de défaite.
Durant la compétition
- Il est important de préciser que pour établir le classement journée par journée, les critères appliqués pour le départage des clubs sont les suivants :

1. Plus grand nombre de points obtenus par les clubs à égalité, en confrontation directe
2. Plus grande différence de buts particulière entre les clubs à égalité
3. Plus grand nombre de buts marqués à l'extérieur entre les clubs à égalité, en confrontation directe
4. Plus grande différence de buts sur l'ensemble de la compétition
5. Plus grand nombre de victoires sur l'ensemble de la compétition
6. Plus grand nombre de buts marqués sur l'ensemble de la compétition

- Si les deux matches (aller et retour) entre les équipes à égalités n'ont pas encore été joués, les critères 2. et 3. qui sont prévus ne seront pas appliqués.
- Si malgré tout, après avoir appliqué les précédents critères, il subsiste deux clubs ou plus en situation d'égalité, il est alors attribué à tous la même position dans le classement.

À l'issue du championnat
- La Ligue Portugaise de Football Professionnel (LPFP) a déterminé que le départage des équipes se retrouvant avec égalité de nombre de points, se fait comme suit, selon l'ordre de priorité :

1. Plus grand nombre de points obtenus par les clubs à égalité, en confrontation directe
2. Plus grande différence de buts particulière entre les clubs à égalité
3. Plus grand nombre de buts marqués à l'extérieur entre les clubs à égalité, en confrontation directe
4. Plus grande différence de buts sur l'ensemble de la compétition
5. Plus grand nombre de victoires sur l'ensemble de la compétition
6. Plus grand nombre de buts marqués sur l'ensemble de la compétition

- Si, malgré l'application successive de tous les critères établis dans l'article ci-dessus, il subsiste encore une situation d'égalité, le départage se fait comme suit :

En cas d'égalité entre deux clubs, seulement :
1. Réaliser un match d'appui entre les deux clubs, sur terrain neutre désigné par la LPFP
2. Si, à la fin du temps réglementaire, l'égalité subsiste, une période de prolongation de trente minutes, divisée en deux périodes de quinze minutes chacune, sera alors accordée
3. S'il subsiste encore une situation d'égalité à la fin de la période de prolongation, la désignation du vainqueur se fera par le biais d'une séance de tirs au but, en accord avec les Lois du Jeu

En cas d'égalité entre plus de deux clubs :
1. Réaliser une compétition en toute ronde simple, sur terrain neutre, pour désigner le vainqueur
2. Si, à la fin de cette compétition, aucun vainqueur n'a été désigné, et qu'il reste deux équipes ou plus en situation d'égalité, procéder alors au départage en reprenant tous les critères depuis le début

Source : ligaportugal.pt

## Les clubs participants
| Club                 | Se maintient depuis | Classement 2023-2024 | Entraîneur          | Depuis | Stade                                         | Capacité théorique | Ville                |
| -------------------- | ------------------- | -------------------- | ------------------- | ------ | --------------------------------------------- | ------------------ | -------------------- |
| Portimonense SC      | 2024                | 16e (D1)             | Sérgio Vieira       | 2024   | Estádio de Portimão                           | 9 200              | Portimão             |
| FC Vizela            | 2024                | 17e (D1)             | Rubén de la Barrera | 2023   | Estádio do FC Vizela                          | 6 000              | Vizela               |
| GD Chaves            | 2024                | 18e (D1)             | Marco Alves         | 2024   | Estádio Municipal Eng. Manuel Branco Teixeira | 8 400              | Chaves               |
| CS Marítimo          | 2023                | 4e                   | Fábio Pereira       | 2024   | Estádio do Marítimo                           | 10 600             | Funchal              |
| FC Paços de Ferreira | 2023                | 5e                   | Ricardo Silva       | 2023   | Estádio Capital do Móvel                      | 8 076              | Paços de Ferreira    |
| CD Tondela           | 2022                | 6e                   | Luís Pinto          | 2024   | Estádio João Cardoso                          | 5 000              | Tondela              |
| SC União Torreense   | 2022                | 7e                   | Tiago Fernandes     | 2022   | Estádio Manuel Marques                        | 12 000             | Torres Vedras        |
| SL Benfica B         | 2012                | 8e                   | Nélson Veríssimo    | 2023   | Caixa Futebol Campus                          | 2 708              | Seixal               |
| CD Mafra             | 2018                | 9e                   | Carlos Vaz Pinto    | 2024   | Estádio Municipal de Mafra                    | 1 257              | Mafra                |
| FC Porto B           | 2012                | 10e                  | João Brandão        | 2024   | Estádio Luís Filipe Menezes                   | 3 800              | Vila Nova de Gaia    |
| Académico de Viseu   | 2013                | 11e                  | Rui Ferreira        | 2024   | Estádio do Fontelo                            | 8 046              | Viseu                |
| UD de Leiria         | 2023                | 12e                  | Filipe Cândido      | 2024   | Estádio Dr. Magalhães Pessoa                  | 23 888             | Leiria               |
| FC Penafiel          | 2015                | 13e                  | Hélder Cristóvão    | 2023   | Estádio Municipal 25 de abril                 | 5 230              | Penafiel             |
| Leixões SC           | 2010                | 14e                  | Carlos Fangueiro    | 2024   | Estádio do Mar                                | 9 821              | Matosinhos           |
| UD Oliveirense       | 2022                | 15e                  | Marco Leite         | 2024   | Estádio Carlos Osório                         | 1 750              | Oliveira de Azeméis  |
| CD Feirense          | 2019                | 16e                  | Vítor Martins       | 2023   | Estádio Marcolino de Castro                   | 5 401              | Santa Maria da Feira |
| FC Alverca           | 2024                | 1re (D3)             | José Pedro          | 2023   | Complexo Desportivo do FC Alverca             | 7 864              | Vila Franca de Xira  |
| FC Felgueiras        | 2024                | 2e (D3)              | Agostinho Bento     | 2022   | Estádio Dr. Machado de Matos                  | 7 540              | Felgueiras           |

| \| CS Marítimo \| Clubs participants de l'île de Madère. |
| CS Marítimo                                              |

| CS Marítimo |

| \| Ac. Viseu Portimonense SC Benfica B Chaves CD Feirense Leixões SC CD Mafra UD Oliveirense P. Ferreira FC Penafiel FC Porto B CD Tondela U. Torreense U. Leiria FC Felgueiras FC Alverca Vizela \| Clubs participants du Portugal Continental. |
| Ac. Viseu Portimonense SC Benfica B Chaves CD Feirense Leixões SC CD Mafra UD Oliveirense P. Ferreira FC Penafiel FC Porto B CD Tondela U. Torreense U. Leiria FC Felgueiras FC Alverca Vizela                                                   |

| Ac. Viseu Portimonense SC Benfica B Chaves CD Feirense Leixões SC CD Mafra UD Oliveirense P. Ferreira FC Penafiel FC Porto B CD Tondela U. Torreense U. Leiria FC Felgueiras FC Alverca Vizela |

## Compétition

### Classement
| Rang | Équipe                | Pts | J  | G  | N  | P  | Bp | Bc | Diff |
| ---- | --------------------- | --- | -- | -- | -- | -- | -- | -- | ---- |
| 1    | CD Tondela            | 64  | 34 | 17 | 13 | 4  | 58 | 35 | +23  |
| 2    | FC Alverca P          | 63  | 34 | 17 | 12 | 5  | 58 | 34 | +24  |
| 3    | FC Vizela R           | 62  | 34 | 17 | 11 | 6  | 50 | 30 | +20  |
| 4    | SL Benfica B          | 55  | 34 | 15 | 10 | 9  | 53 | 38 | +15  |
| 5    | SC União Torreense    | 54  | 34 | 15 | 9  | 10 | 49 | 42 | +7   |
| 6    | UD de Leiria          | 52  | 34 | 15 | 7  | 12 | 49 | 37 | +12  |
| 7    | GD Chaves R           | 51  | 34 | 14 | 9  | 11 | 40 | 34 | +6   |
| 8    | CD Feirense           | 49  | 34 | 13 | 10 | 11 | 35 | 34 | +1   |
| 9    | FC Felgueiras P       | 46  | 34 | 11 | 13 | 10 | 43 | 38 | +5   |
| 10   | Académico de Viseu FC | 45  | 34 | 11 | 12 | 11 | 43 | 41 | +2   |
| 11   | FC Penafiel           | 45  | 34 | 12 | 9  | 13 | 45 | 47 | -2   |
| 12   | CS Marítimo           | 43  | 34 | 10 | 13 | 11 | 42 | 48 | -6   |
| 13   | Leixões SC            | 41  | 34 | 10 | 11 | 13 | 37 | 42 | -5   |
| 14   | FC Porto B            | 35  | 34 | 8  | 11 | 15 | 36 | 47 | -11  |
| 15   | Portimonense SC R     | 34  | 34 | 9  | 7  | 18 | 38 | 54 | -16  |
| 16   | FC Paços de Ferreira  | 33  | 34 | 9  | 6  | 19 | 34 | 50 | -16  |
| 17   | UD Oliveirense        | 29  | 34 | 7  | 8  | 19 | 30 | 64 | -34  |
| 18   | CD Mafra              | 27  | 34 | 6  | 9  | 19 | 29 | 54 | -25  |

| Légende : Promotions et relégations | Légende : Promotions et relégations                                 |
| ----------------------------------- | ------------------------------------------------------------------- |
|                                     | Promotion en Liga Betclic 2025-2026                                 |
|                                     | Barrage de promotion en Liga Betclic 2025-2026                      |
|                                     | Barrage de relégation en Liga 3 2025-2026                           |
|                                     | Relégué en Liga 3 2025-2026                                         |
|                                     | Équipe réserve ne pouvant pas être promue                           |
|                                     | R : Relégué de Liga Betclic 2023-2024 P : Promu du Liga 3 2023-2024 |

### Résultats
| Résultats (▼dom., ►ext.)                                   | AcV | Alv | BenB | Cha | Fei | Fel | Lei | Maf | Mar | Oli | Paç | Pen | Ptm | PorB | Ton | U.Tor | UdL | Viz |
| Académico Viseu                                            |     | 2-2 | 1-1  | 2-1 | 2-1 | 0-0 | 2-0 | 3-1 | 0-2 | 2-1 | 0-1 | 1-0 | 2-1 | 2-0  | 1-1 | 1-2   | 0-1 | 0-0 |
| FC Alverca                                                 | 0-4 |     | 0-0  | 3-1 | 1-0 | 1-1 | 1-1 | 2-0 | 5-0 | 4-0 | 1-0 | 2-2 | 2-1 | 2-0  | 1-1 | 2-2   | 2-1 | 4-2 |
| SL Benfica B                                               | 1-0 | 2-1 |      | 1-0 | 0-1 | 2-0 | 4-0 | 5-0 | 1-2 | 2-2 | 0-0 | 1-1 | 0-0 | 2-1  | 1-3 | 2-0   | 0-5 | 1-0 |
| GD Chaves                                                  | 3-0 | 0-2 | 1-2  |     | 0-0 | 2-0 | 0-0 | 0-3 | 1-1 | 4-0 | 2-1 | 0-1 | 2-0 | 2-1  | 2-2 | 2-1   | 0-2 | 1-2 |
| CD Feirense                                                | 2-2 | 0-1 | 2-3  | 0-1 |     | 3-2 | 1-0 | 2-1 | 1-0 | 3-1 | 2-0 | 3-0 | 1-1 | 0-1  | 1-1 | 1-1   | 2-1 | 0-0 |
| FC Felgueiras                                              | 1-1 | 0-1 | 3-3  | 1-2 | 0-0 |     | 4-0 | 1-1 | 1-3 | 2-1 | 1-0 | 1-0 | 0-0 | 1-0  | 1-0 | 1-2   | 2-2 | 2-1 |
| Leixões SC                                                 | 1-1 | 1-1 | 2-1  | 0-0 | 2-0 | 2-2 |     | 2-1 | 2-1 | 1-2 | 3-3 | 3-1 | 3-0 | 3-0  | 0-1 | 1-1   | 0-1 | 0-1 |
| CD Mafra                                                   | 0-2 | 1-1 | 2-0  | 0-0 | 0-0 | 1-0 | 1-2 |     | 2-3 | 0-0 | 0-1 | 4-2 | 2-2 | 0-0  | 0-4 | 2-0   | 2-1 | 1-4 |
| CS Marítimo                                                | 1-1 | 1-2 | 1-1  | 1-1 | 1-1 | 0-0 | 1-1 | 2-0 |     | 1-2 | 2-2 | 1-2 | 2-0 | 1-0  | 2-2 | 0-3   | 1-2 | 1-2 |
| UD Oliveirense                                             | 2-0 | 1-4 | 3-2  | 0-3 | 1-0 | 0-3 | 0-1 | 0-0 | 1-1 |     | 0-2 | 2-2 | 0-2 | 1-1  | 1-3 | 0-0   | 1-2 | 0-1 |
| FC Paços de Ferreira                                       | 4-3 | 1-3 | 0-3  | 2-0 | 1-2 | 1-2 | 0-0 | 2-1 | 1-2 | 0-1 |     | 1-3 | 0-1 | 2-2  | 0-1 | 1-0   | 2-3 | 1-1 |
| FC Penafiel                                                | 0-2 | 3-2 | 1-1  | 0-0 | 1-2 | 2-1 | 3-1 | 1-1 | 0-1 | 4-3 | 1-2 |     | 3-0 | 1-1  | 2-2 | 0-1   | 1-0 | 1-1 |
| Portimonense SC                                            | 1-1 | 1-0 | 0-2  | 1-2 | 1-2 | 3-2 | 2-1 | 2-0 | 5-1 | 2-3 | 2-0 | 0-2 |     | 0-3  | 2-2 | 1-2   | 0-3 | 1-1 |
| FC Porto B                                                 | 3-2 | 1-1 | 1-4  | 1-2 | 0-0 | 0-2 | 0-1 | 2-1 | 0-1 | 2-1 | 1-0 | 3-2 | 1-2 |      | 2-2 | 1-1   | 1-1 | 0-1 |
| CD Tondela                                                 | 4-1 | 1-2 | 2-1  | 2-1 | 2-1 | 1-1 | 2-1 | 1-0 | 0-0 | 2-0 | 2-1 | 2-0 | 2-0 | 2-2  |     | 2-2   | 1-4 | 0-1 |
| SC União Torreense                                         | 1-0 | 1-0 | 1-1  | 1-2 | 0-1 | 1-1 | 3-2 | 1-0 | 2-2 | 3-0 | 3-0 | 0-1 | 3-2 | 2-4  | 0-2 |       | 2-1 | 2-4 |
| UD de Leiria                                               | 1-1 | 1-1 | 1-3  | 1-1 | 1-0 | 1-3 | 1-0 | 3-1 | 1-1 | 5-0 | 0-1 | 1-0 | 1-0 | 0-0  | 0-2 | 1-3   |     | 0-2 |
| FC Vizela                                                  | 1-1 | 1-1 | 1-0  | 0-1 | 5-0 | 1-1 | 0-0 | 3-0 | 3-2 | 0-0 | 2-1 | 1-2 | 3-2 | 2-1  | 1-1 | 1-2   | 1-0 |     |
| - Victoire à domicile - Match nul - Victoire à l'extérieur |     |     |      |     |     |     |     |     |     |     |     |     |     |      |     |       |     |     |

### Barrages

#### Barrage de promotion
Le barrage de promotion se déroule sur deux matchs et oppose le seizième de Liga Portugal au troisième de Liga Portugal 2. Le vainqueur de ce barrage obtient une place pour la Liga Betclic 2025-2026 tandis que le perdant va en Liga Portugal 2.
| Équipe               | Aller | Total | Retour | Équipe          |
| -------------------- | ----- | ----- | ------ | --------------- |
| AVS Futebol SAD (LP) | 3 - 0 | 5 - 2 | 2 - 2  | FC Vizela (LP2) |

| Match aller | AVS Futebol SAD (LP)                              | 3 - 0   | FC Vizela (LP2) | Estádio do CD das Aves      |                             |
| 24 mai 2025 | Assunção 62e (pen.) · Akinsola 67e · Akinsola 70e | (0 - 0) |                 | Arbitrage : Gustavo Correia | Arbitrage : Gustavo Correia |
| 24 mai 2025 | Rapport                                           |         |                 | Arbitrage : Gustavo Correia | Arbitrage : Gustavo Correia |

| Match retour  | FC Vizela (LP2)           | 2 - 2   | AVS Futebol SAD (LP)        | Estádio do FC Vizela        |                             |
| 1er juin 2025 | Ntolla 14e · Mörschel 77e | (1 - 1) | 38e Akinsola · 64e Assunção | Arbitrage : Miguel Nogueira | Arbitrage : Miguel Nogueira |
| 1er juin 2025 | Rapport                   |         |                             | Arbitrage : Miguel Nogueira | Arbitrage : Miguel Nogueira |

- AVS Futebol SAD remporte le barrage et reste en première division.

#### Barrage de relégation
Le barrage de relégation se déroule également sur deux matchs et oppose le 16e de Liga Portugal 2 au vainqueur du play-off de Liga 3. Le vainqueur de ce barrage obtient une place pour la Liga Portugal 2 Meu Super tandis que le perdant va en Liga 3.
| Équipe                 | Aller | Total | Retour   | Équipe                     |
| ---------------------- | ----- | ----- | -------- | -------------------------- |
| Os Belenenses (Liga 3) | 2 - 1 | 2 - 3 | 0 - 2 ap | FC Paços de Ferreira (LP2) |

Légende des couleurs
- Le club se maintient en deuxième division.
- Le club reste en troisième division.

| Match aller | Os Belenenses (Liga 3)     | 2 - 1   | FC Paços de Ferreira (LP2) | Estádio do Restelo        |                           |
| 24 mai 2025 | Leitão 63e · Fernandes 73e | (0 - 0) | 75e Pinto                  | Arbitrage : André Narciso | Arbitrage : André Narciso |
| 24 mai 2025 | Rapport                    |         |                            | Arbitrage : André Narciso | Arbitrage : André Narciso |

| Match retour        | FC Paços de Ferreira (LP2)          | 2 - 0 ap | Os Belenenses (Liga 3) | Estádio Capital do Móvel    |                             |
| 1er juin 2025 18h00 | Antunes 57e (pen.) · Morozov 105+1e | (0 - 0)  |                        | Arbitrage : Hélder Carvalho | Arbitrage : Hélder Carvalho |
| 1er juin 2025 18h00 | Rapport                             |          |                        | Arbitrage : Hélder Carvalho | Arbitrage : Hélder Carvalho |

- FC Paços de Ferreira remporte le barrage et reste en deuxième division.